# Luís da Cunha Manuel
Luís da Cunha Manuel (Lisboa, 1 de agosto de 1703 — junho de 1776) foi um aristocrata e político português que exerceu as funções de Ministro e Secretário de Estado dos Negócios Estrangeiros e da Guerra num dos governos do rei D. José I de Portugal presididos por Sebastião José de Carvalho e Melo, o Marquês de Pombal. Era sobrinho do diplomata D. Luís da Cunha.

## Biografia
D. Luís da Cunha Manuel, monsenhor da patriarcal, foi nomeado Ministro e Secretário de Estado dos Negócios Estrangeiros e da Guerra em 6 de Maio de 1756, ocupando aquela pasta até falecer, em Maio de 1776, altura em que lhe sucedeu Aires de Sá e Melo. Este período ficou marcado pela acção do Conde de Lippe, nomeado a partir de 1762 marechal-general do Exército Português, e pela profunda reorganização militar então implementada.
Foi enviado extraordinário em 1752 para o Reino Unido, deixando o cargo a 15 de abril de 1756.
Foi nomeado Secretário de Estado dos Negócios Estrangeiros e da Guerra, quando, por morte de Pedro da Mota e Silva, o Marquês do Pombal passou para a Secretaria de Estado do Reino. A sua carreira política foi orientada por Sebastião José de Carvalho e Melo, sendo considerado um fiel submisso e hábil executor da vontade do Marquês do Pombal. Existem relatos do ministro francês Étienne François de Choiseul que afirma serem Luís da Cunha Manuel e Tomé Joaquim da Costa Corte Real subordinados servis de Sebastião José de Carvalho e Melo. Foi um dos políticos portugueses que se empenhou na expulsão dos jesuítas de Portugal (1762). Entre 1762 e 1765 reformou o Exército, dotando-o de artilharia moderna.
Foi encarregado de prender o ministro Diogo de Mendonça Corte Real, substituindo-o interinamente na Secretaria de Estado. Foi também o encarregado de comunicar ao corpo diplomático estrangeiro o atentado cometido contra a pessoa do rei D. José, tendo, juntamente com D. João da Costa Carvalho e Sousa, o Conde de Soure, tomado parte na prisão de D. Francisco de Assis de Távora, o Marquês de Távora. Foi um dos presidentes da Junta da Inconfidência, tribunal especial criado para julgar o Processo dos Távoras.
Executou a política do Marquês do Pombal nas negociações com a Santa Sé visando a expulsão dos jesuítas de Portugal e na questão diplomática que resultou da expulsão de Lisboa do cardeal-núncio Filippo Acciaiuoli. Teve papel relevante nas negociações que precederam a Guerra Fantástica de 1762.
Faleceu em 1776, por ocasião das festas da inauguração da estátua equestre de D. José I no Terreiro do Paço. 